# Terebra circinata
Terebra circinata é uma espécie de gastrópode do gênero Terebra, pertencente a família Terebridae.